# Припять (город)
При́пять (укр. Прип’ять) — покинутый город в Киевской области Украины, расположенный в Чернобыльской зоне отчуждения в 3 км от ЧАЭС неподалёку от границы с Беларусью на берегу реки Припять.
Расстояние до Киева 111 км.
До аварии на ЧАЭС в городе проживало 47 500 человек, после чего их эвакуировали из-за повышенной радиации. Население составляет 0 человек в 2025 году.
Сразу после аварии уровень радиации в Чернобыльской зоне и Припяти был крайне высок.

## История и развитие города
Поселение было основано 4 февраля 1970 года. Первые дома, не имевшие центрального отопления, были возведены в 1972 году.
Статус города Припять получила в 1979 году на основании постановления Верховного Совета Украинской ССР № 1264/686.
Генеральным поводом основания города стало строительство и последующая эксплуатация одной из самых крупных в Европе атомных электростанций, Чернобыльской — градообразующего предприятия, которое и дало Припяти звание города атомщиков. Припять стала девятым в Советском Союзе атомоградом.
По последней проведённой до эвакуации переписи (в ноябре 1985 года), численность населения составляла 47 500 человек, 27 национальностей. Ежегодный прирост населения составлял на тот момент свыше 1500 человек, среди которых около 800 были новорождённые, и приблизительно 500—600 человек — прибывшие на постоянное место жительства из разных областей Советского Союза.
В 1985 году в Припяти был снят ряд сцен кинофильма «Мужчины есть мужчины».
Проектная численность населения города составляла 75—85 тысяч человек.
Расположенная рядом железнодорожная станция Янов на участке Чернигов — Овруч, пристань речного судоходства на реке Припять, автомобильные дороги превратили город Припять в удобный узел транспортных магистралей Полесья.
Население Припяти было эвакуировано из-за аварии на Чернобыльской АЭС 26 апреля 1986 года по решению правительственной комиссии под председательством Б. Е. Щербины. Сообщение об эвакуации было передано по местному радио 27 апреля 1986 года в 13:10, спустя 36 часов после аварии. Жителей города вывезли на 1225 автобусах и 250 грузовиках к 17:00 того же дня.

### После эвакуации
Для проживания обслуживающего персонала ЧАЭС был построен новый город-спутник Славутич в 50 км от станции. Сейчас Припять находится в Чернобыльской зоне отчуждения. В административном отношении городская территория была включена в Иванковский район, с 2020 входит в Вышгородский район Киевской области.
После аварии проводились работы по дезактивации территории города, что привело к значительному снижению радиационного фона. Сейчас в Припять регулярно организовывают экскурсии, также в ней можно встретить сталкеров, которые нелегально проникают в город.

## Застройка
Помимо своего прямого назначения как город атомщиков, Припять также проектировалась как крупный перевалочный пункт, стоящий на перекрёстке транспортных артерий.
Строительство было провозглашено Всесоюзной ударной стройкой. На призыв партии на строительство города прибыли посланники комсомола из всех уголков СССР. Город расширялся, приобретали опыт его первые жители — строители. Своеобразное лицо имела Припять благодаря композициям микрорайонов, которые размещались радиусами вокруг общегородского центра. Здесь были удачно использованы световая реклама, яркие панно и декоративная керамика на фасадах сооружений.
Непосредственное влияние на застройку города и принятие хозяйственных решений оказывал директор ЧАЭС В. П. Брюханов. В частности, по его личному указу в городе взамен планировавшихся берёз, вязов, каштанов, барбарисов и сиреней были высажены 30 000 кустов роз, закупленных в Литве и Латвии по высокой цене.
Улицам и проспектам города присваивались, в основном, традиционные для советской эпохи названия. Помимо чисто идеологических проспекта Ленина, улиц Дружбы Народов и Героев Сталинграда, в Припяти были также и улица Набережная, проспект Строителей и Энтузиастов. В названии улицы Леси Украинки отразилась и национально-культурная сторона Украинской республики. Не остался без внимания и главный повод основания Припяти — мирный атом. Благодаря этому в городе появилась улица Курчатова.
Припять — город с ярко выраженным центром. По традиции, в центре города располагались административные здания (городской совет), объекты досуга, культуры и отдыха (кинотеатр «Прометей», парк, дворец культуры «Энергетик», гостиница «Полесье»), универсальные продовольственные и промтоварные магазины, гостиничный комплекс. И хотя на просторах бывшего Советского Союза существует ещё 19 дворцов культуры и 11 кинотеатров, возведённых по тому же проекту, что и ДК «Энергетик» (20-06-9/70) и кинотеатр «Прометей» (264-13-53), Припять являлась эталоном строительной уникальности и советских архитектурных изысков. К концу 1988 года в городе должны были быть полностью сданы в эксплуатацию два крупных торговых центра (один из них «Припятские зори»), Дворец пионеров и новый двухзальный кинотеатр, дворец искусств «Юбилейный» и гостиница «Октябрь», два спортивных комплекса — «Чернигов» и «Припятчанин». Также на пересечении проспекта Строителей и улицы Леси Украинки должен был появиться ретранслятор телевизионных сигналов высотой 52 метра.
Основной градостроительной идеей Припяти стал принцип «треугольной» застройки, разработанный группой московских архитекторов под руководством Николая Остоженко. Впоследствии, после предварительного утверждения, киевские архитекторы внесли в проект застройки собственные изменения, и этот компилированный вариант был окончательно согласован. Для того времени такая форма застройки была уникальна. Однако, одновременно с застройкой Припяти, эта же схема использовалась и при строительстве десятка других городов Советского Союза. В частности, отдельные микрорайоны Припяти имеют стопроцентное сходство с жилыми кварталами других атомоградов — Курчатова и Семипалатинска-21, Волгодонска — и автограда Тольятти.
Для принципа «треугольной» застройки характерна смесь жилых домов стандартной этажности и домов повышенной этажности. Особенностью такого строительства является зрительный простор и свободные пространства между зданиями. В отличие от старых городов с тесными улочками и плотной застройкой, Припять проектировалась с целью обеспечить удобство проживания. Кроме сознательного увеличения свободного городского пространства, эта цель достигалась также равноугольным расположением улиц и проспектов, исключающим появление автомобильных пробок.
- Стела на въезде в город
- Дом на главной площади
- Здание Горисполкома

## Инфраструктура и статистика
| Население        | Население города Припяти до аварии на Чернобыльской АЭС 26 апреля 1986 составляло 47,5 тыс. человек. Средний возраст жителей города составлял 26 лет. Общая площадь жилого фонда — 658 700 м², 160 домов, 13 414 квартир, 18 общежитий для холостяков на 7621 место, 8 семейных общежитий и домов гостиничного типа на 1206 комнат. |
| Образование      | Детские дошкольные учреждения — 15 единиц на 4980 мест. Средних общеобразовательных школ — 5 единиц на 6786 ученических мест, СПТУ 1 единица на 600 учащихся. |
| Здравоохранение  | Медсанчасть-126 на 410 коек, три поликлиники. |
| Торговля         | 25 магазинов на 9239 м² торговых площадей. Общепит — 27 столовых, кафе, ресторанов на 5535 посадочных мест. Складское хозяйство и хранилища — 10 единиц на 4213 м², складские помещения на 4430 тонн. |
| Культура         | 3 единицы культурных заведений: дворец культуры, кинотеатр на 1220 мест, школа искусств на восемь комнат для кружковой работы, общей вместимостью 312 учащихся. |
| Спорт            | 10 спортивных залов, 3 бассейна для плавания, 10 стрелковых тиров, 2 стадиона. |
| Благоустройство  | 1 парк, 35 детских игровых площадок и городков, 18 136 деревьев, 249 247 кустарников, 33 582 куста розы. |
| Промышленность   | 4 предприятия с общим объёмом производства 477 млн рублей, в том числе режимный радиозавод «Юпитер» НПО «Маяк» (3050 чел.), выполняющий заказы Министерства обороны СССР и КГБ (не путать с производством магнитофонов «ЮПИТЕР» киевским заводом «Радар», ранее «Коммунист»). |
| Строительство    | 6 первичных строительно-монтажных организаций, выполняющих объём строительно-монтажных работ на 132,3 млн рублей. |
| Транспорт        | Железнодорожная станция Янов, речной порт (обслуживался кораблями на подводных крыльях Восход, Ракета и Метеор) и 3 транспортных предприятия: автотранспортное предприятие № 31015, ТПО Управления строительства, автотранспортный комбинат Чернобыльской АЭС с общим числом транспортных единиц 533, в том числе 167 автобусов. А также в новый недостроенный 6-й микрорайон планировалось протянуть троллейбусную линию, но в связи с аварией на ЧАЭС проект не был реализован. |
| Связь            | Городской узел связи на 2926 телефонных номеров. Кроме того — 1950 номеров ведомственных станций АТС Управления строительства, Чернобыльской АЭС, завода «Юпитер». |
| Водоснабжение    | 28 артезианских скважин с суточным дебитом воды 15 тысяч м³, из них 8050 на город (176 литров (при норме на 1 жителя 250 литров в сутки)). |
| Электроснабжение | На сутки — 121 тысяча киловатт-часов. В том числе на промышленную зону — 29 тысяч киловатт-часов. |
| Теплоснабжение   | Обеспечение горячим водоснабжением и теплом жилых и промышленных объектов города осуществлялось посредством теплофикационных установок Чернобыльской АЭС. Суммарная мощность теплофикационных установок 2090 ГДж/ч. |

## Объявление об эвакуации из Припяти
1986, Припять, 27 апреля: Внимание, Уважаемые товарищи! Городской совет народных депутатов сообщает, что в связи с аварией на Чернобыльской атомной электростанции, в городе Припяти складывается неблагоприятная радиационная обстановка. Партийными и советскими органами, воинскими частями принимаются необходимые меры. Однако, с целью обеспечения полной безопасности людей, и, в первую очередь, детей, возникает необходимость провести временную эвакуацию жителей города в ближайшие населённые пункты Киевской области. Для этого к каждому жилому дому сегодня, двадцать седьмого апреля, начиная с четырнадцати ноль-ноль часов будут поданы автобусы в сопровождении работников милиции и представителей горисполкома. Рекомендуется с собой взять документы, крайне необходимые вещи, а также, на первый случай, продукты питания. Руководителями предприятий и учреждений определён круг работников, которые остаются на месте для обеспечения нормального функционирования предприятий города. Все жилые дома на период эвакуации будут охраняться работниками милиции. Товарищи, временно оставляя своё жильё, не забудьте, пожалуйста, закрыть окна, выключить электрические и газовые приборы, перекрыть водопроводные краны. Просим соблюдать спокойствие, организованность и порядок при проведении временной эвакуации.

## Современное состояние
В городе много радиоактивных осадков, выпавших в связи со взрывом 4 энергоблока и состоящих из относительно долгоживущих радиоактивных элементов. Радиоактивная пыль собирается в канавах, углублениях. Пыль прочно въелась в грунт, деревья, дома. К югу от города располагается так называемый Рыжий лес, снесённый в ходе дезактивации Припяти и окрестностей; сейчас лес восстанавливается и впитывает радиацию из грунта.

Город зарастает чернобыльником, произраставшим в окрестностях и до аварии. Под воздействием окружающей среды пустующие здания постепенно приходят в аварийное состояние. Самые старые здания города разрушаются быстрее всех: например, здание первой средней школы, которое потерпело обрушение в 2005 году и два обрушения в 2013 году.
Также проблемой сохранности города являются волны мародёров и вандалов, начавшиеся ещё в конце 1980-х годов. Мародёры выдирали содержимое электрощитков, почтовые ящики, вытаскивали железные витражи и окна, из квартир вытаскивали мебель. Вандалы выбивали окна, сбрасывали лифты, спиливая тросы. В конце 1980-х — начале 1990-х годов в Припять ездили ликвидаторы, которые тоже в процессе дезактивации выкидывали прямо в грузовики бытовые электроприборы, личные вещи. Мебель наименьшего уровня заражённости увозили в город Славутич.
После проведения дезактивации некоторые городские здания и сооружения использовались различными организациями Зоны отчуждения, но впоследствии почти все были заброшены. В 2019 году на территории Припяти действовали спецпрачечная, станция обезжелезивания и фторирования воды, гараж спецтехники, а также КПП на въезде в город. Припять является одним из желанных мест посещений для поклонников индустриального туризма и учёных со всего мира. С начала 2020 года спецпрачечная заброшена.
Вблизи города Припяти каждый день до 2022 года ездили электрички из Славутича к станции Семиходы.
В отличие от остальных населённых пунктов Чернобыльской зоны, города Припять и Чернобыль не были лишены статусов населённых пунктов. Припять формально считается городом областного значения, подчинённым Киевскому областному совету, поскольку собственного городского совета не имеет. Сегодня город Припять превращён в город-музей под открытым небом.
Зимой 2017 года польские энтузиасты из команды napromieniowani.pl впервые за 30 лет зажгли свет в некоторых местах города Припяти. Примерно за год до этого, в октябре 2016 года, сталкеры из Москвы, с помощью привезённых с собой светодиодов, починили и включили световую вывеску на здании дворца культуры «Энергетик».
Со второй половины 2010-х на территории города периодически проводятся военные учения.
24 февраля 2022 года в ходе вторжения России на Украину на территории ЧАЭС и близлежащих населённых пунктов, в том числе и Припяти, начались бои. В тот же день ЧАЭС и близлежащие населённые пункты перешли под контроль российских войск. Вечером 24 февраля президент Украины предупредил о возможном повышении уровня радиации. 31 марта 2022 года город Припять возвращён под контроль Украины.
- Припять в настоящее время
- Учёные на въезде в мёртвый город Припять в 2000 году.
- 16-этажный жилой дом
- Колесо обозрения в городском парке
- Аттракцион «Автодром»
- Гостиница «Полесье»
- Дворец культуры «Энергетик»
- Зал Дворца культуры
- Ресторан
- Бассейн «Лазурный» снаружи…
- …и изнутри
- Знак радиации около речного порта
- Заброшенные дома в одном из кварталов
- Окна одного из домов
- Слова из Гимна СССР на стене здания

- Панорамы
- Вид на центральную площадь города в 2009 году
- Панорама центра города в 2007 году. Слева — многоэтажный дом с гербом СССР и универмаг. В центре — Дворец культуры «Энергетик» и ещё один многоэтажный дом с гербом УССР. Справа — часть территории городского парка, видно колесо обозрения. Правее видно девятиэтажное здание общежития № 19, а за ним две шестнадцатиэтажки по улице Героев Сталинграда. Снимок сделан с гостиницы «Полесье»